# Aspasiodes
Aspasiodes is een geslacht van vlinders van de familie sikkelmotten (Oecophoridae), uit de onderfamilie Oecophorinae.

## Soorten
- A. allophyla Turner, 1944
- A. epicompsa Turner, 1944
- A. gennaea (Turner, 1939)
- A. xanthospila Turner, 1916